# Закон Белла — Мажанди
Закон Бе́лла — Мажа́нди (по имени шотл. анатома и физиолога Ч. Белла и Ф. Мажанди) — в анатомии и нейрофизиологии это закономерность распределения двигательных и чувствительных волокон в корешках спинномозговых нервов. Передние корешки спинного мозга содержат только двигательные волокна, а задние корешки — только сенсорные волокна, а нервные импульсы проводятся только в одном направлении в каждом случае. 
Закон Белла — Мажанди не является абсолютным: у ланцетников и круглоротых задние корешки смешанные, а через передние корешки выходят также афферентные нервные волокна, иннервирующие гладкие мышцы, сосуды и железы.
В 1826 году Чарльзом Беллом была построена первая модель рефлекторной дуги (в своих записях он использовал термин «нервное кольцо / круг», а термин «рефлекторная дуга» был предложен в середине XIX века).